# Лескея багатоплода
Лескея багатоплода (Leskea polycarpa) — вид мохів порядку гіпнобрієвих (Hypnales).

## Поширення
Ареал охоплює такі частини світу: Європа, Північна Америка, Азія.
Населяє основи та низ стовбурів листяних і хвойних дерев, ґрунт навколо основ дерев, колоди, скелі, низовини біля струмків, дахи; від низьких до помірних висот (10–1100 метрів).

## Галерея

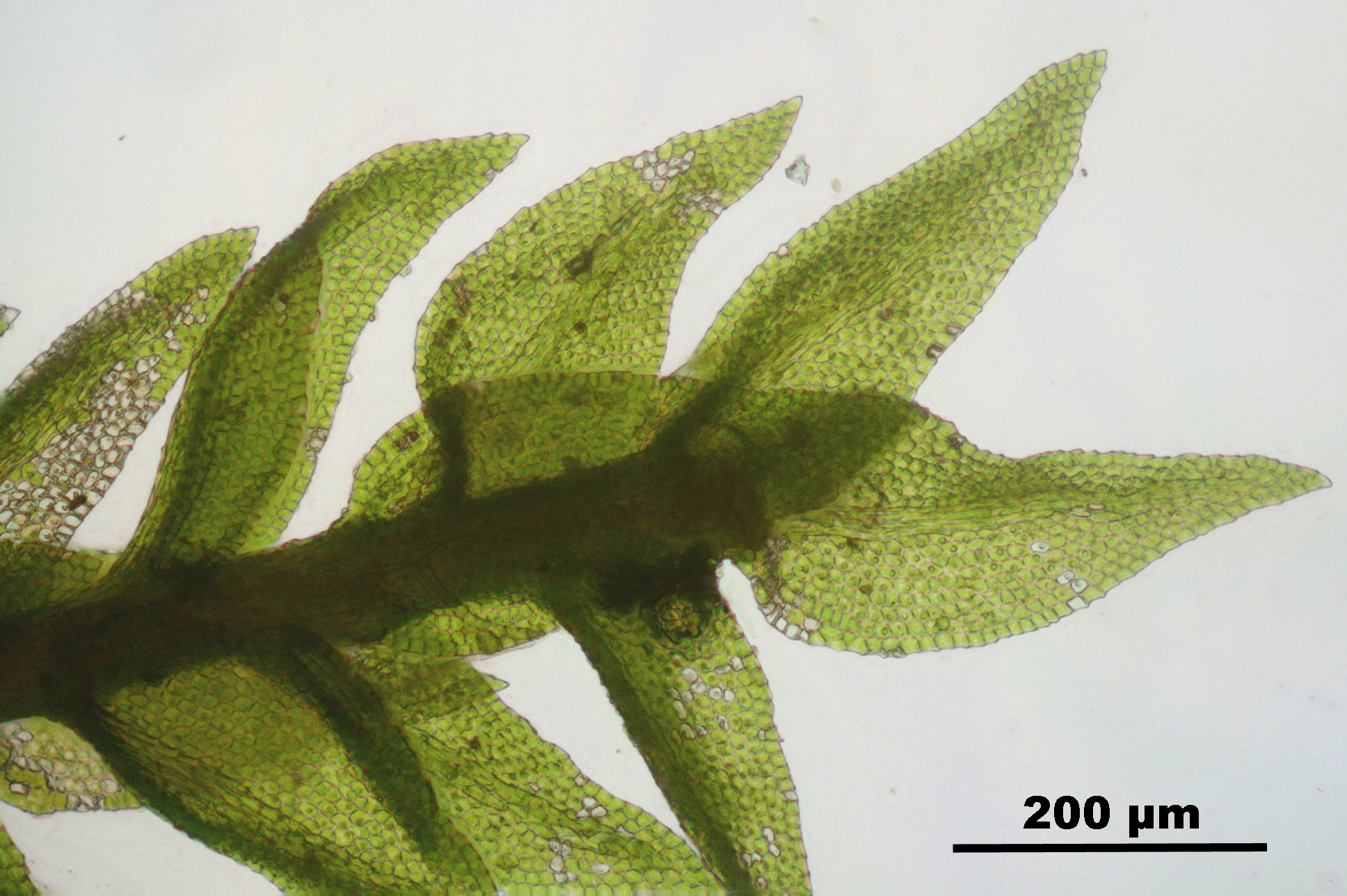
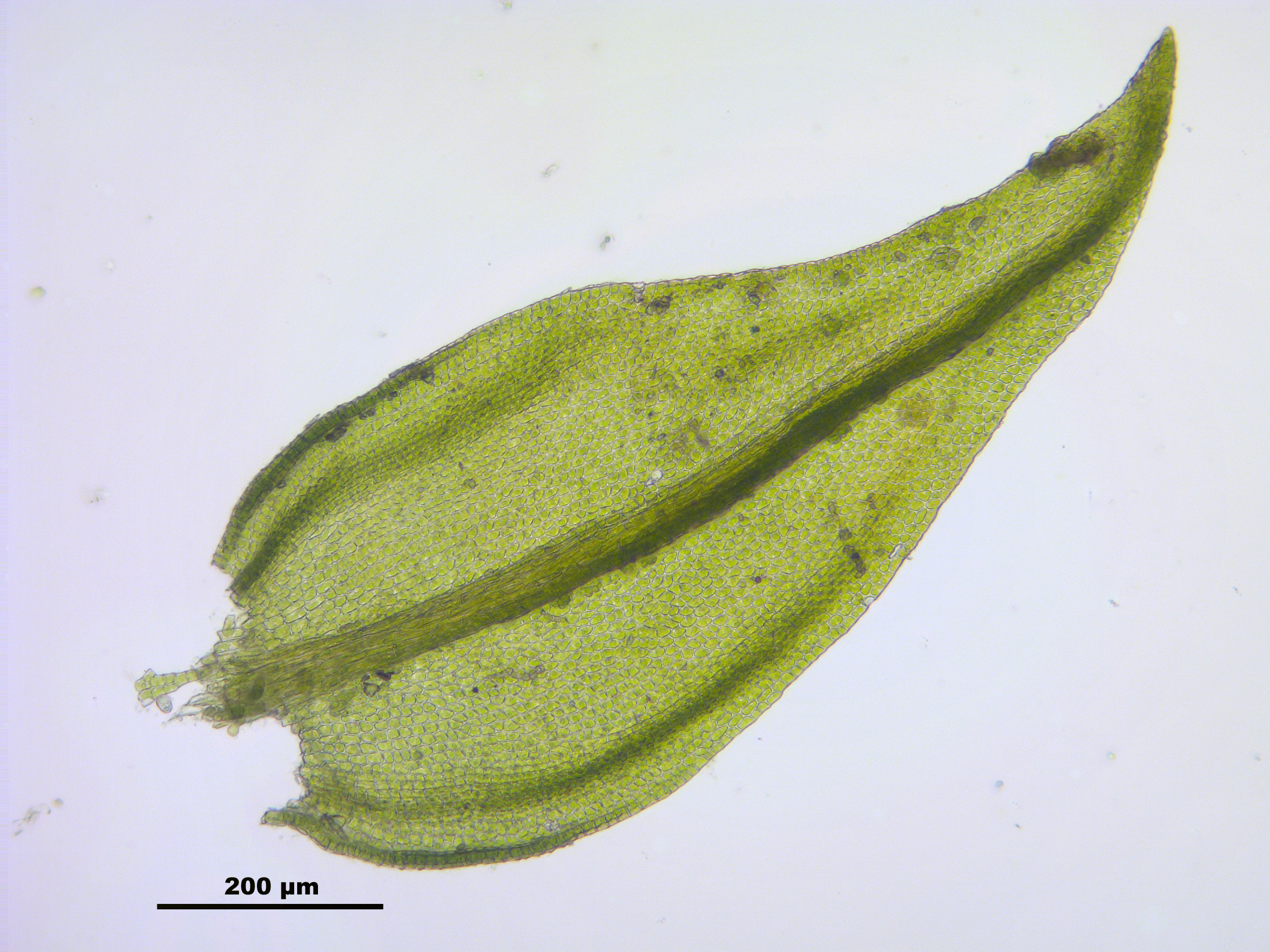
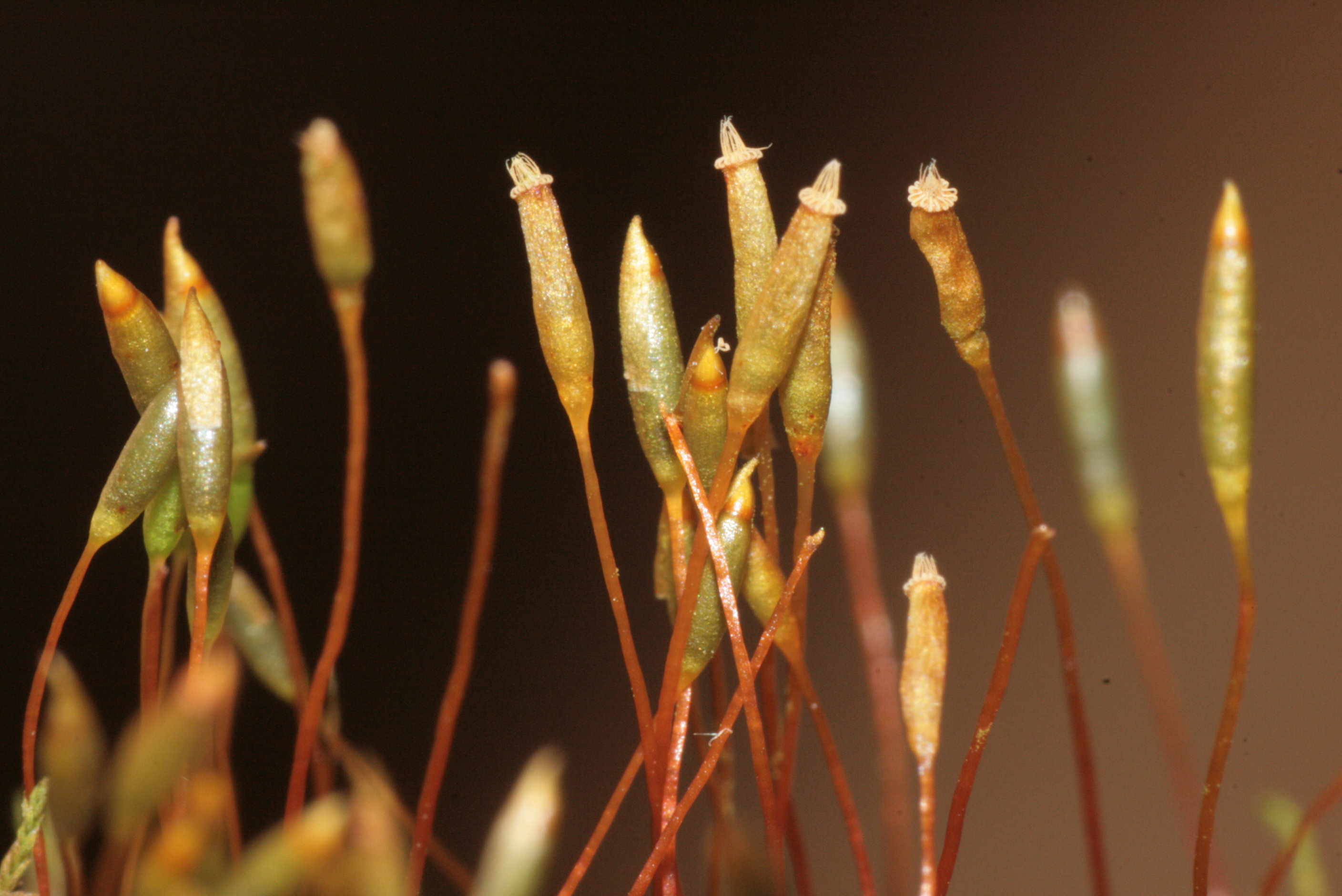
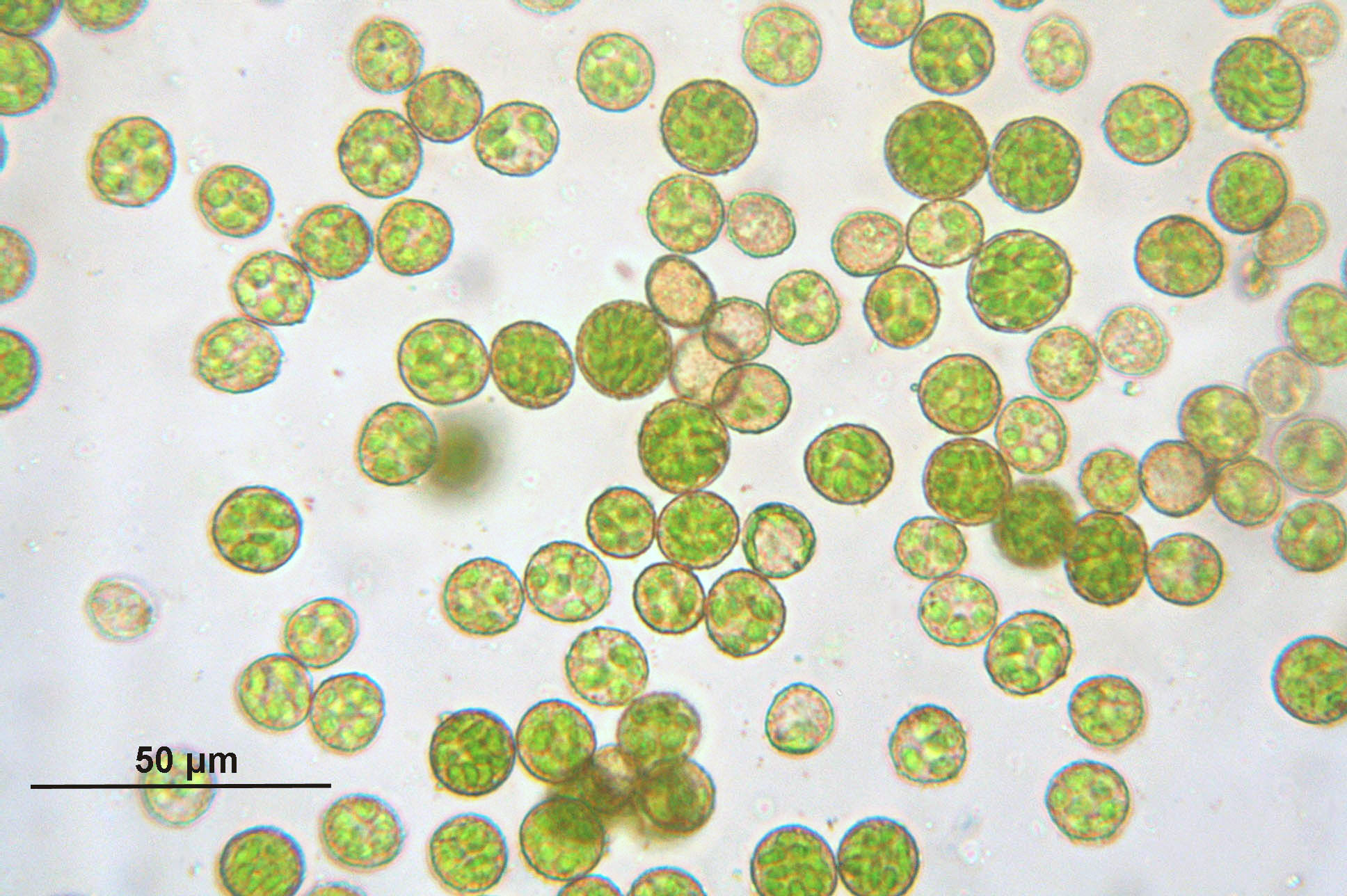

## Характеристика
Рослини блідо-зелені чи коричневі. Стебла з розлогими гілками, нещільно облиствені, дещо загнуті на верхівках. Листки стебла і гілок диференційовані. Стеблові листки 0.8–1.2 мм; верхівка дещо навскіс загострена. Гілкові листки яйцювато-ланцетні, не або злегка складчасті, 0.5–0.8 мм; плоскі краї дещо загнуті проксимально; верхівка притуплена чи гостра, зазвичай трохи скошена. Коробочкові ніжки від оранжево-коричневого до червоного, 0.7–1.2 см. Коробочка від коричневої до жовто-коричневої, субциліндрична, зігнута, 2–3 мм; кільце 2 (або 3)-рядове. Спори 9–13 мкм, дуже дрібно-папілозні чи майже гладкі.